# Municipio de Star Lake
El municipio de Star Lake (en inglés: Star Lake Township) es un municipio ubicado en el condado de Otter Tail en el estado estadounidense de Minnesota. En el año 2010 tenía una población de 415 habitantes y una densidad poblacional de 4,48 personas por km².

## Geografía
El municipio de Star Lake se encuentra ubicado en las coordenadas 46°30′17″N 95°50′2″O / 46.50472, -95.83389. Según la Oficina del Censo de los Estados Unidos, el municipio tiene una superficie total de 92.67 km², de la cual 64,65 km² corresponden a tierra firme y (30,24 %) 28,02 km² es agua.

## Demografía
Según el censo de 2010, había 415 personas residiendo en el municipio de Star Lake. La densidad de población era de 4,48 hab./km². De los 415 habitantes, el municipio de Star Lake estaba compuesto por el 99,28 % blancos, el 0,24 % eran afroamericanos y el 0,48 % eran de una mezcla de razas. Del total de la población el 0 % eran hispanos o latinos de cualquier raza.